# Baltisch-Britische Landwirtschaftsschule

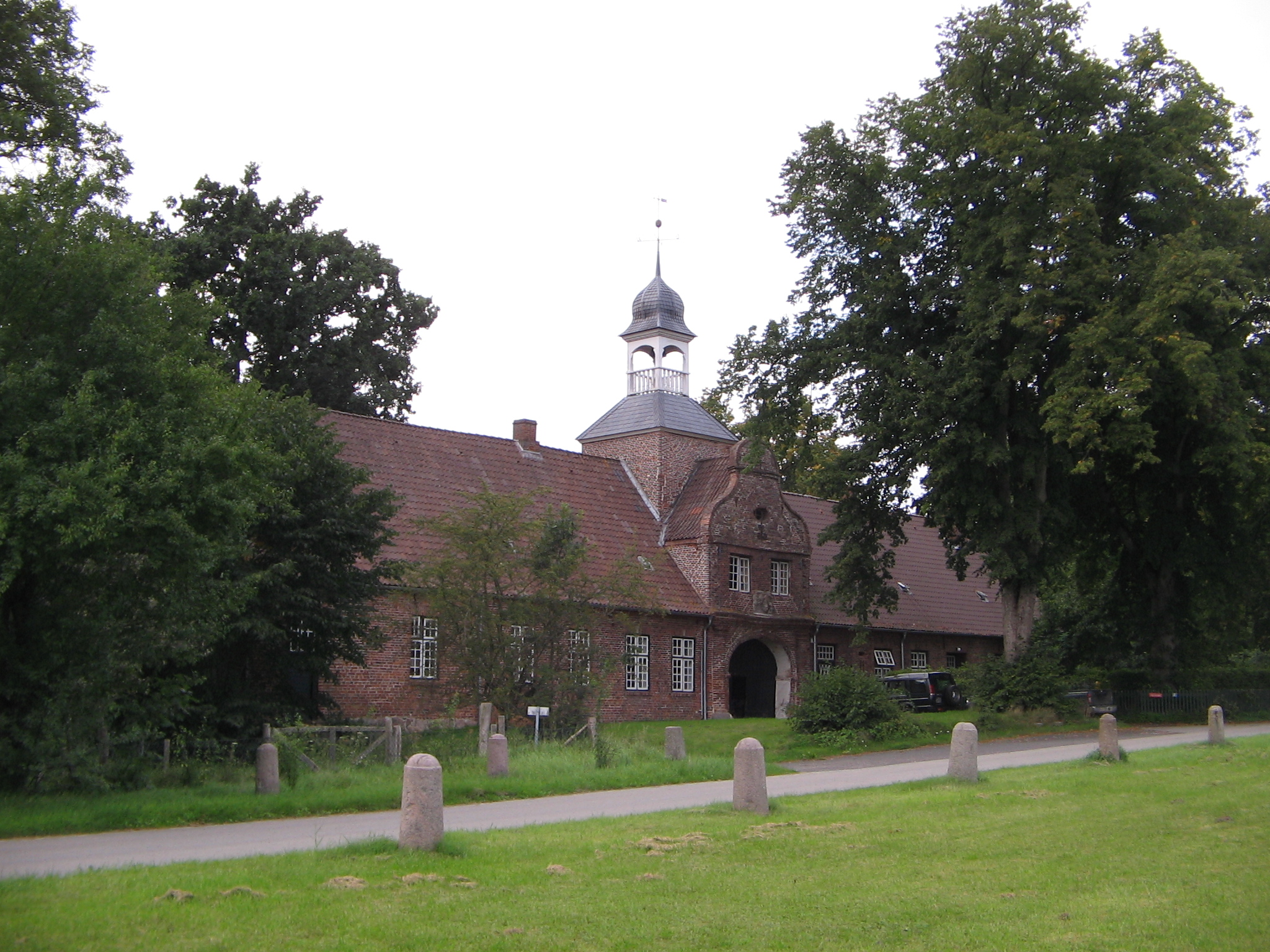
Belau Gut Perdöl Torhaus

Die Baltisch-Britische Landwirtschaftsschule auf Gut Perdoel in Belau bei Wankendorf, Schleswig-Holstein bildete von 1945 bis 1950 ehemalige Kriegsgefangene aus dem Baltikum, die nicht in ihre sowjetisch besetzte Heimat zurückkehren wollten, in modernen land- und gartenwirtschaftlichen Techniken aus.

## Anfänge

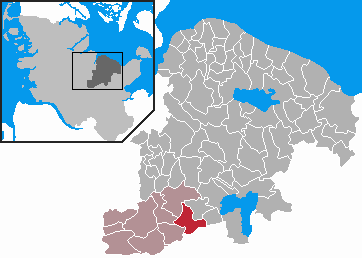
Karte der Gemeinde Belau, Kreis Plön, Schleswig-Holstein

Die Ursprünge der Landwirtschaftsschule begannen bereits mit einem Zwangsarbeiterlager für baltische Kriegsgefangene auf Gut Perdoel zur Zeit der NS-Diktatur. Das Lager war in der Region wenig bekannt, weil das Gut recht isoliert von dem 2½ km entfernten nächstgrößeren Ort Wankendorf im Kreis Plön lag.
Nach Kriegsende gründete die britische Besatzungsmacht im Frühjahr 1946 die erste Berufsschule für sogenannte displaced persons in Schleswig-Holstein, überwiegend Flüchtlinge und ehemalige Zwangsarbeiter aus dem Baltikum, aber auch aus Polen und Ungarn, auf Gut Perdoel im Amt Wankendorf, eines der ältesten adligen Güter des Landes, das sich seit Juni 1902 im Besitz der Itzehoer Seifenfabrikantendynastie Hirschberg befand.

## Blütezeit
Weil die Holzbaracken der ehemaligen Zwangsarbeiter nicht ausreichten, ließ das britische Militär zusätzliche Nissenhütten errichten. Das Herrenhaus beherbergte fortan, neben den Büros der britischen Aufsicht, die Schulräume. Der estnische Agronom Aksel Mägiste, den die Briten zum Schulleiter ernannten, unterrichtete Viehzucht und Ackerbau. Die Verwaltung richtete sich in einer Holzhütte im Gutspark neben dem Herrenhaus ein.
Die Schule hatte die Erlaubnis, die Felder, Ställe und Tiere des Gutes für ihren Unterricht zu nutzen. Als Gegenleistung für ihre Hilfsarbeiten erhielten die Schüler eine Bezahlung in Naturalien, die in der Guts-Küche zubereitet wurden.
Eine von engagierten Flüchtlingen gegründete ‚Young Men‘s Christian Association‘ (YMCA), fungierte spätestens ab Anfang 1948 als Herausgeber einer eigenen Perdoeler Zeitschrift: die Vagu. Eesti Pollunduskooli Ajakiri (dt. „Furche“, einem estnischen Landwirtschafts-Magazin). Fortan wurden für mindestens ein Jahr Mitteilungen über die Landwirtschaft, Meldungen aus anderen Lagern etc. publiziert. Herausgeber waren W. Reiman, E. Haevaniit und C. Tiidemann.

## Rückgang
Die Agriculture School Perdoel bestand als Landwirtschaftsschule bis Februar 1948 fort. Dann sahen sich die Briten auf Grund der immer angespannteren Flüchtlingslage in Schleswig-Holstein gezwungen, eine andere Lösung für die Flüchtlinge zu finden.  Die amerikanische ‚IRO‘ (International Refugee Organization) warb nunmehr nicht nur für eine Umsiedlung der Flüchtlinge in die klassischen Immigrationsländer, wie die USA, Kanada, Argentinien oder auch nach Israel, sondern bot sie geradezu wie Ware als willige und billige Arbeitskräfte in diesen Ländern an.
Ein Vertreter der IRO, der Franzose M. Bartho, erklärte zahlreiche Lager zu ‚vocational training centers‘, d. h. zu Ausbildungsstätten für willige Auswanderer, darunter auch die Schule auf Gut Perdoel mit 150 Personen. In sechsmonatigen Intensivkursen in Acker- und Gartenbau, Rinderzucht und dem Bereich Molkerei wurden die notwendigsten Fähigkeiten gelehrt, um im Ausland eine Arbeit in der Landwirtschaft finden zu können.
Schulleiter Märdiste sah eine vernünftige Ausbildung allerdings nicht mehr gewährleistet und plante seine Auswanderung, zumal er für sich und seine Familie in dem von Flüchtlingen überfüllten und stark zerstörten Deutschland keine Perspektive mehr sah. Die Familie wanderte im Dezember 1949 nach Canada aus.
Die Schule auf Gut Perdoel blieb jedoch vorläufig bestehen. Als ab 1. Juli 1950 die letzten Lager und Schulen in die Hände der deutschen Behörden übergeben wurden, verloren sich die Spuren der Perdoeler Landwirtschaftsschule. Was die Sicherstellung der Ernährung und Landwirtschaft in der NS-Diktatur angeht, so war Zwangsarbeit importierter Arbeiter und Kriegsgefangener für etwa 20 Prozent der Nahrungsmittelproduktion in Deutschland während des Krieges verantwortlich.